# Ural Środkowy
Ural Środkowy (ros. Сре́дний Ура́л) – najniższa część łańcucha górskiego Ural w Rosji. Stanowi fragment umownej granicy między Europą i Azją. Ciągnie się z południkowo, na południe od szczytu Oslanka (1119 m), który należy już do Uralu Północnego, do górnego biegu rzeki Ufa, za którą znajduje się Ural Południowy.
Długość tej części Uralu wynosi 400 km, a jej szerokość do 30 km. Administracyjnie znajduje się w obwodzie swierdłowskim i Kraju Permskim.

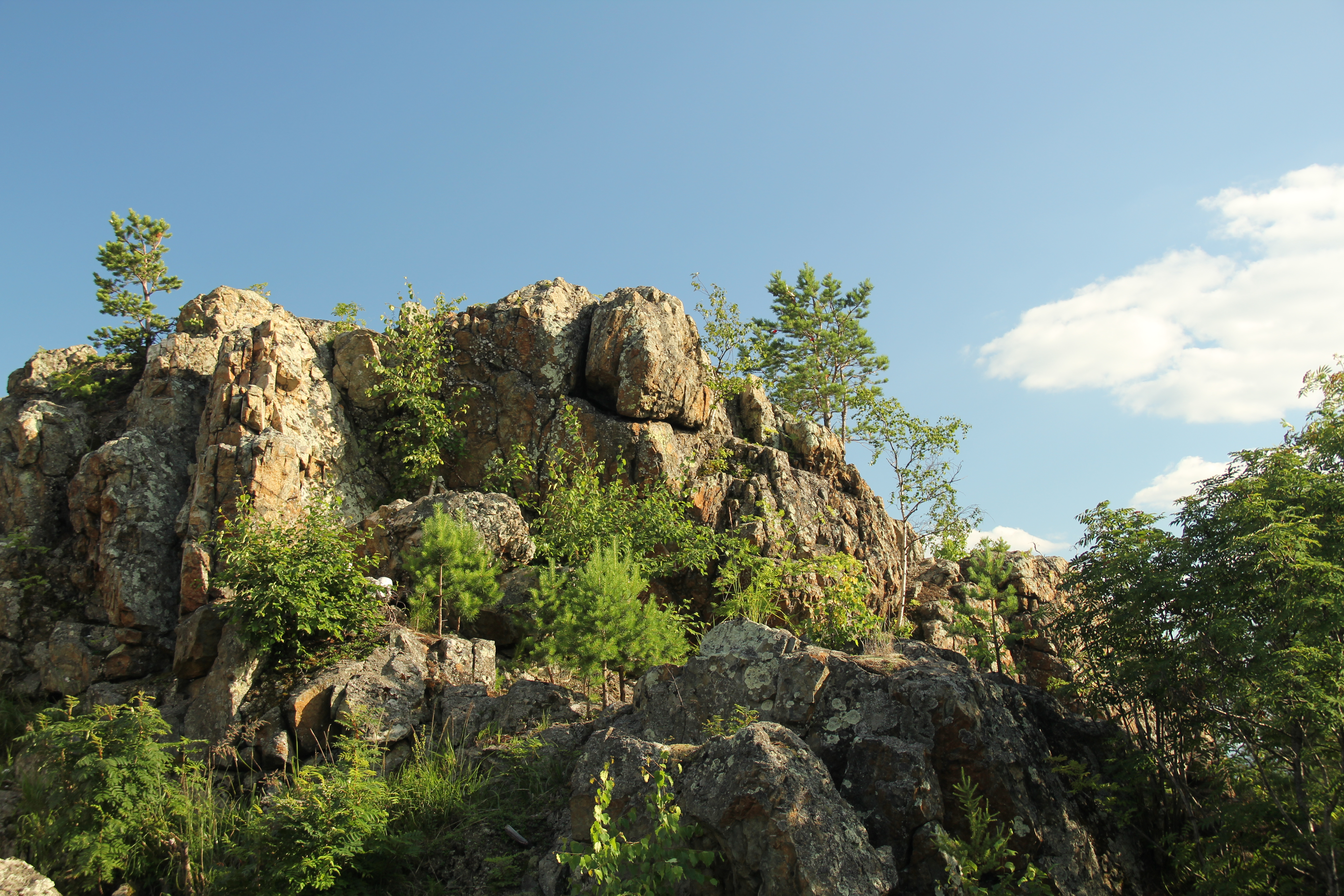
Wierzchołek szczytu Azow

## Geografia i geologia
Ural Środkowy składa się w północnej części z równoległych, łagodnych grzbietów o średniej wysokości 200–300 metrów. Południowa część jest wyższa i tu znajdują się najwyższe szczyty Uralu Środkowego: Sriednij Basieg (993 m) i Kaczkanar (883 m).
Ural Środkowy zbudowany jest z prekambryjskich i paleozoicznych skał metamorficznych z intruzjami skał magmowych. Na zachodnich zboczach występują piaskowce i wapienie, stąd zjawiska krasowe. Znajduje się tu wiele jaskiń, m.in. Kungurska Jaskinia Lodowa i największa jaskinia krasowa na Uralu – Jaskinia Diwja.

## Klimat
Średnia temperatura w styczniu to -18 °C, ale są też mrozy dochodzące do -50 °C. Średnia temperatura lipca wynosi +18 °C. Na wschodzie rocznie spada 400–500 mm opadów, na południowym wschodzie do 380 mm, na północy do 700 mm.

## Przyroda
Prawie cały Ural Środkowy porośnięty jest lasami. Na południowym wschodzie i południowym zachodzie las zastępuje lasostep. Wynika to z bardziej suchego i cieplejszego klimatu. Dominują lasy iglaste. Najczęściej spotykana jest sosna. W północnej części gór rosną też jodły i świerki. 
Większość fauny to zwierzęta, które potrafiły przystosować się do przetrwania w lasach iglastych. Są to m.in.: wiewiórka, łasica syberyjska, cietrzew, głuszec, rosomak, kuna i łoś. W południowej części Uralu Środowego znajduje się Rezerwat przyrody „Basiegi” oraz Wisimski Rezerwat Biosfery.
Największe miejscowości w pobliżu Uralu Środkowego to: Perm, Jekaterynburg i Niżny Tagił.